# Kudoyama
Kudoyama (九度山町; -cho) is een gemeente in het District Ito van de prefectuur Wakayama, Japan.
In 2003 had de gemeente 5801 inwoners en een bevolkingsdichtheid van 131,27 inw./km². De oppervlakte van de gemeente bedraagt 44,19 km².